# Dracaena kupensis
Dracaena kupensis là một loài thực vật có hoa trong họ Măng tây. Loài này được Mwachala, Cheek, Eb.Fisch. & Muasya mô tả khoa học đầu tiên năm 2007.